# Stowarzyszenie Artystyczne Ecce Homo
Teatr Ecce Homo – kielecki teatr poruszający się głównie w formule performance. Powstał w 1996 roku jako projekt artysty plastyka, dyrektora Państwowych Szkół Plastycznych w Kielcach - Tadeusza Maja.

## Działalność
Do roku 2011 teatr zrealizował 35 spektakli. W działaniach teatru uczestniczą uczniowie i studenci oraz osoby dorosłe, opiekę artystyczną nad zespołem od roku 2000 sprawuje Anna Kantyka-Grela, która jest także managerem teatru. Od roku 2006 dzięki zaangażowaniu reżysera teatralnego Marcina Bortkiewicza teatr inscenizuje adaptacje utworów Moliera, Manna, Sołżenicyna i Dostojewskiego. Teatr prowadzi także systematyczne działania edukacyjne w formie warsztatów teatralnych. Od 2000 roku organizuje coroczne Przegląd Teatrów Alternatywnych, w ramach którego prezentowane są spektakle teatrów alternatywnych z całej Polski.

## Siedziba
Początkowo siedziba teatru mieściła się w murach Państwowych Szkół Sztuk Plastycznych. W połowie 2007 roku teatr przeniósł się do budynku dawnej Bazy Zbożowej. Pierwsza sala teatralna powstała w starej spawalni samochodowej.

## Nagrody
Spektakl Wybraniec
- 2007: II Nagroda na VIII Ogólnopolskim Festiwalu Teatrów Niezależnych w Ostrowie Wielkopolskim,
- 2008: III Nagroda Brązowy Róg Myśliwski Króla Jana na XXIX Biesiadzie Teatralnej w Horyńcu-Zdroju,
- 2008: II Nagroda na I Ogólnopolskim Festiwalu Teatrów Studenckich i Niszowych "Epizod" w Krakowie.

Spektakl Padamme, Padamme
- 2008: II nagroda w kategorii najlepszy spektakl na VIII Ogólnopolskim Festiwalu Teatrów Niezależnych w Ostrowie Wielkopolskim,
- 2008: I nagroda (indywidualna) dla żeńskiej obsady spektaklu na VIII Ogólnopolskim Festiwalu Teatrów Niezależnych w Ostrowie Wielkopolskim,
- 2008: I nagroda na X Ogólnopolskim Festiwalu Teatrów Autorskich "Windowisko" w Gdańsku,
- 2008: Gdańskie Stypendium Teatralne dla najlepszego reżysera Marcina Bortkiewicza na X Festiwalu Sztuk Autorskich i Adaptacji "Windowisko",
- 2009: Grand Prix na XXX Ogólnopolskiej Biesiadzie Teatralnej w Horyńcu-Zdroju,
- 2009: Nagroda Publiczności na XXX Ogólnopolskiej Biesiadzie Teatralnej w Horyńcu-Zdroju,
- 2009: III nagroda na XXXVI Tyskich Spotkaniach Teatralnych,
- 2009: Główna nagroda aktorska dla Katarzyny Kluk za rolę lekarki na XXXVI Tyskich Spotkaniach Teatralnych,
- 2009: 8 nagród na XI Ogólnopolskim Festiwalu Teatrów Amatorskich "Garderoba Białołęki" w Warszawie.

Spektakl Persona
- 2009: I nagroda na Festiwalu Małych Form Teatralnych w Ostrołęce.

Monodram Gracz
- 2010: I nagroda na Festiwalu Teatrów Niewielkich w Lublinie,
- 2011: I nagroda w kategorii nagród indywidualnych Złota Misa Borowiny za kreację aktorską na XXXII Biesiadzie Teatralnej w Horyńcu-Zdroju,
- 2011: Nagroda Publiczności Talerz Biesiadny Króla Jana na XXXII Biesiadzie Teatralnej w Horyńcu-Zdroju.

Spektakl Grosse Aktion
- 2010: I nagroda w kategorii najlepszy spektakl na XII Festiwalu Sztuk Autorskich i Adaptacji "Windowisko" w Gdańsku,
- 2010: I nagroda w kategorii najlepszy aktor/aktorka dla obsady (Agaty Orłowskiej, Karola Górskiego, Marka Kantyki i Mariusza Kosmalskiego) na XII Ogólnopolskim Festiwalu Sztuk Autorskich i Adaptacji "Windowisko" w Gdańsku,
- 2010: Gdańskie Stypendium Teatralne dla najlepszego reżysera festiwalu Marcina Bortkiewicza na XII Ogólnopolskim Festiwalu Sztuk Autorskich i Adaptacji "Windowisko" w Gdańsku[2].